# لانتانا قلبية القنابيات
لانتانا قلبية القنابيات (الاسم العلمي: Lantana cordatibracteata) هي نوع نباتي يتبع جنس اللانتانا من فصيلة اللويزية.